# Drake Relays
Pour les articles homonymes, voir Drake.
Les Drake Relays est une compétition annuelle d'athlétisme en plein air qui se tient à Des Moines, Iowa sur le campus de l'Université Drake. Cette réunion est devenue l'un des plus grands et importants meetings aux États-Unis, fréquenté à la fois par les athlètes universitaires mais aussi par les professionnels.
En 1910, lors de la première édition, on ne compte pourtant qu'une centaine de spectateurs et à peu près autant de concurrents, ce qui contraste avec les quelque 8000 participants qui viennent aujourd'hui pour les deux jours que durent la rencontre.
En avril 2009, le Drake Stadium a accueilli la centième édition des Drake relays ce qui a amené l'université ainsi que le département d'athlétisme à organiser des événements pour marquer cet anniversaire.

## Records du meeting

### Hommes
| Épreuve           | Record             | Athlète                       | Nationalité          | Date          | Réf.  |
| ----------------- | ------------------ | ----------------------------- | -------------------- | ------------- | ----- |
| 100 m             | 10 s 01            | Harvey Glance                 | États-Unis           | 1976          |       |
| 200 m             | 20 s 02 (+1,7 m/s) | Wallace Spearmon              | États-Unis           | 28 avril 2012 | [ 1 ] |
| 400 m             | 44 s 08            | Kirani James                  | Grenade              | 30 avril 2016 |       |
| 800 m             | 1 min 45 s 86      | Randy Wilson                  | États-Unis           | 1978          |       |
| 1 500 m           | 3 min 38 s 27      | Steve Scott                   | États-Unis           | 1984          |       |
| Mile              | 3 min 51 s 71      | Alan Webb                     | États-Unis           | 28 avril 2007 |       |
| 5 000 m           | 13 min 27 s 20     | Nick Rose                     | Royaume-Uni          | 1977          |       |
| 10 000 m          | 28 min 07 s 40     | Kipsubai Koskei               | Kenya                | 1980          |       |
| 110 m haies       | 13 s 04 (+1,8 m/s) | Omar McLeod                   | Jamaïque             | 29 avril 2017 |       |
| 400 m haies       | 48 s 28            | Danny Harris                  | États-Unis           | 1986          |       |
| 3 000 m steeple   | 8 min 31 s 02      | Henry Marsh                   | États-Unis           | 1977          |       |
| Saut en hauteur   | 2,40 m             | Derek Drouin                  | Canada               | 25 avril 2014 |       |
| Saut à la perche  | 5,83 m             | Sam Kendricks                 | États-Unis           | 2018          |       |
| Saut en longueur  | 8,26 m             | Anthuan Maybank               | États-Unis           | 1993          |       |
| Triple saut       | 17,12 m            | Christian Taylor              | États-Unis           | 2013          |       |
| Lancer du poids   | 22,10 m            | Christian Cantwell            | États-Unis           | 29 avril 2006 |       |
| Lancer du disque  | 64,59 m            | Reggie Jagers                 | États-Unis           | 28 avril 2018 |       |
| Lancer du marteau | 72,77 m            | Libor Charfreitag Cory Martin | Slovaquie États-Unis | 2002 2008     |       |
| Décathlon         | 8 198 pts          | Kip Janvrin                   | États-Unis           | avril 1996    |       |
| 4 × 100 m         | 38 s 96            | Université de l'Alabama       | États-Unis           | 1983          |       |
| 4 × 400 m         | 3 min 00 s 78      | Southern Illinois University  | États-Unis           | 1984          |       |

### Femmes
| Épreuve           | Record | Athlète | Nationalité | Date | Réf.  |
| ----------------- | --- | --- | --- | --- | ----- |
| 100 m             | 11 s 06 (0,0 m/s) | LaShauntea Moore | États-Unis | 24 avril 2010 | [ 2 ] |
| 200 m             | 22 s 40 (+0,8 m/s) | Gwen Torrence | États-Unis | 30 avril 1994 |       |
| 400 m             | 50 s 13 | Francena McCorory | États-Unis | 25 avril 2015 |       |
| 800 m             | 2 min 00 s 03 | Ajeé Wilson | États-Unis | 24 avril 2015 |       |
| 1 500 m           | 4 min 03 s 35 | Jennifer Simpson | États-Unis | 26 avril 2013 |       |
| Mile              | 4 min 40 s 2 | Francie Larrieu-Smith | États-Unis | 1975 |       |
| 3 000 m           | 8 min 56 s 03 | Suzy Favor-Hamilton | États-Unis | avril 2002 |       |
| 2 miles           | 9 min 16 s 78 | Jenny Simpson | États-Unis | 27 avril 2018 |       |
| 5 000 m           | 15 min 23 s 21 | Karissa Schweizer | États-Unis | 26 avril 2018 |       |
| 10 000 m          | 32 min 57 s 38 | Patti Murray | États-Unis | 28 avril 1988 |       |
| 100 m haies       | 12 s 40 | Jasmin Stowers | États-Unis | 25 avril 2015 |       |
| 400 m haies       | 54 s 41 | Zuzana Hejnova | Tchéquie | 26 avril 2013 |       |
| Saut en hauteur   | 1,98 m | Chaunté Lowe | États-Unis | 28 avril 2012 | [ 3 ] |
| Saut en longueur  | 6,74 m | Brittney Reese | États-Unis | 29 avril 2016 |       |
| Saut à la perche  | 4,88 m | Sandi Morris | États-Unis | 28 avril 2018 |       |
| Lancer du poids   | 19,37 m | Tia Brooks | États-Unis | 29 avril 2016 |       |
| Lancer du disque  | 64,38 m | Becky Breisch | États-Unis | 24 avril 2010 |       |
| Lancer du marteau | 63,77 m | Florence Ezeh | Togo | 27 avril 2002 |       |
| Heptathlon        | 6 040 pts | Diana Pickler | États-Unis | 21–22 avril 2009 | [ 4 ] |
| Heptathlon        | 13.63 (0.0 m/s) (100 m haies), 1.78 m (hauteur), 12.08 m (poids), 24.48 (+1.7 m/s) (200 m) / 6.14 m (+1.0 m/s) (longueur), 41.39 m (javelot), 2:16.73 (800 m) | 13.63 (0.0 m/s) (100 m haies), 1.78 m (hauteur), 12.08 m (poids), 24.48 (+1.7 m/s) (200 m) / 6.14 m (+1.0 m/s) (longueur), 41.39 m (javelot), 2:16.73 (800 m) | 13.63 (0.0 m/s) (100 m haies), 1.78 m (hauteur), 12.08 m (poids), 24.48 (+1.7 m/s) (200 m) / 6.14 m (+1.0 m/s) (longueur), 41.39 m (javelot), 2:16.73 (800 m) | 13.63 (0.0 m/s) (100 m haies), 1.78 m (hauteur), 12.08 m (poids), 24.48 (+1.7 m/s) (200 m) / 6.14 m (+1.0 m/s) (longueur), 41.39 m (javelot), 2:16.73 (800 m) | [ 5 ] |
| 4 × 100 m         | 43 s 58 | Université du Texas Morgan Snow Allison Peter Christy Udoh Chalonda Goodman                                                                                   | États-Unis | 28 avril 2012 | [ 6 ] |
| 4 × 400 m         | 3 min 28 s 42 | Université Purdue | États-Unis | 28 avril 2018 |       |